# IiO
iiO —pronunciado:» iyo»— fue una banda de música electrónica de Nueva York conformada por el compositor y productor Markus Moser y la compositora y vocalista Nadia Ali, que abandonó la agrupación en 2005 para iniciar su carrera en solitario. En 2011, acordó con Markus el lanzamiento de un nuevo álbum de estudio con material que Nadia había grabado antes de su partida de la banda.

## Historia
Mientras Nadia Ali trabajaba en las oficinas de "Versace" en Nueva York, una amiga y compañera de trabajo, que sabía que su pasión era tener un futuro en la música, le presentó a un amigo suyo llamado "Markus Moser" que se encontraba en Nueva York buscando vocalista para un futuro proyecto.
Comenzaron a trabajar juntos y tomaron el nombre de "Vaiio" debido al nombre de la laptop Sony VAIO de Nadia, pero cambiaron "Vaiio" por "iiO" para no tener problemas con la empresa Sony.
Markus se encargaba de la producción musical y Nadia colaboraba con los vocales y en la realización de las letras para las canciones. Comentó que inicialmente el proyecto estaba alejado del género musical que finalmente terminó siendo.
Fue así como en 2001 obtuvieron su 1.er gran éxito, "Rapture", escrito por Nadia Ali en solo 30 minutos, recordando un encuentro con un desconocido en un club. La discográfica fue Universal Records. Se convirtió en un éxito comercial llegando al # 2 en el UK Singles Chart y en el Billboard Dance Club Play, también obtuvo buena recepción en varios países de Europa. Fue remezclado por artistas de la talla de John Creamer & Stephane K, Armin Van Buuren, Deep Dish, Avicii y Paul Van Dyk entre otros.
Fue en 2002 cuando lanzaron su siguiente tema en formato vinilo "At The End" y pocos meses después en 2003, sale oficialmente su segundo sencillo "At The End" con el que vuelven a obtener muy buenos puestos a nivel mundial. En ese mismo 2003 lanzan su tercer sencillo "Smooth", con varios remixes donde se destacó por encima de todos el del productor sueco conocido como Airbase, pero no alcanzó los mismos puestos que sus predecesores.
Se encuentran con su álbum debut ya grabado pero con problemas para lanzarlo, así que mientras siguen lanzando sencillos durante 2004 y 2005 como lo son "Runaway" y "Kiss You".
Finalmente en el año 2005 sale a la luz su álbum debut "Poetica", pero en ese mismo año Nadia abandona la formación para dedicarse a su carrera en solitario.
En 2006 cuando Poetica se lanza mundialmente debido a problemas de distribución y para promocionarlo se lanza el sencillo "Is It Love?". No posee videoclip ya que Nadia ya había abandonado la formación, pero sin embargo, llegó a alcanzar el puesto N°1 en Billboard Dance Club Play.
Ya en 2007 Markus, sin Nadia, pero aún bajo el nombre de "iiO", decide sacar un álbum de remezclas de los éxitos de "Poetica", así que lanza "Reconstruction Time: The Best Of iiO Remixed", y para promocionarlo incluye una versión 2007 de su clásico "Rapture".
En 2010, Ali afirmó que se centrará en su carrera en solitario y no tenía planeado futuras colaboraciones con iiO.
El 19 de abril de 2011 fue lanzado su segundo álbum de estudio titulado “Exit 110”, el álbum está compuesto con material que Nadia había grabado antes de su partida de la banda, Markus manifestó: "Hemos debatido con Nadia acerca del lanzamiento de otro álbum de iiO después de su partida, pero la demanda era tan abrumadora que hemos decidido terminar lo que ya estaba grabado. Probablemente será nuestra última vez juntos! Pese a que Nadia Ali se ha embarcado en su carrera en solitario este álbum es tan suyo como nuestro."

## Discografía
Álbumes de estudio
- 2005: Poetica (# 17 en Top Electronic Albums)[4]
- 2011: Exit 110

Álbumes de Remixes
- 2007: Reconstruction Time: The Best of iiO Remixed

Compilaciones
- 2008: Rapture Reconstruction: Platinum Edition

### Sencillos
| Año  | Sencillo        | Mejor posición en el chart | Mejor posición en el chart | Mejor posición en el chart | Mejor posición en el chart | Mejor posición en el chart | Mejor posición en el chart | Mejor posición en el chart | Mejor posición en el chart | Álbum               |
| Año  | Sencillo        | U.S.                       | U.S. Dance                 | U.S. D/Airplay             | AUS                        | DIN                        | FIN                        | IRL                        | UK                         | Álbum               |
| ---- | --------------- | -------------------------- | -------------------------- | -------------------------- | -------------------------- | -------------------------- | -------------------------- | -------------------------- | -------------------------- | ------------------- |
| 2002 | "Rapture"       | 46                         | 2                          | —                          | 3                          | 10                         | 12                         | 9                          | 2                          | Poetica             |
| 2002 | "At the End"    | —                          | 41                         | 6                          | 53                         | 16                         | 13                         | 45                         | 20                         | Poetica             |
| 2003 | "Smooth"        | —                          | —                          | 23                         | —                          | —                          | 2                          | —                          | —                          | Poetica             |
| 2004 | "Runaway"       | —                          | —                          | 21                         | —                          | —                          | 4                          | —                          | —                          | Poetica             |
| 2005 | "Kiss You"      | —                          | 3                          | 11                         | —                          | —                          | 5                          | —                          | —                          | Poetica             |
| 2006 | "Is It Love?"   | —                          | 1                          | 6                          | —                          | —                          | 20                         | —                          | —                          | Poetica             |
| 2007 | "Rapture 2007"  | —                          | 3                          | —                          | —                          | —                          | —                          | —                          | —                          | Reconstruction Time |
| 2011 | "It'll Be Like" | —                          | —                          | —                          | —                          | —                          | —                          | —                          | —                          | Exit 110            |